# Немиринецьке (заказник)
Немирине́цьке — ландшафтний заказник місцевого значення площею 30 га, розташований у с. Немиринці Козятинського району Вінницької області. Оголошений відповідно до Рішення 28 сесії 5 скликання Вінницької облради № 968 від 02 березня 2010 р.
Охороняється Ділянка соснового лісу та водно-болотного комплексу багата болотною рослинністю (очерет, осока, рогіз) з місцями гніздування водно-болотних птахів (качка, курочка-водяна, чирок).

## Рельєф та клімат
Рельєф території рівнинний, слабохвилястий. Клімат помірно-континентальний з теплою і порівняно недовгою зимою і не жарким літом. Середньорічна температура січня « — 5,6 С°», липня «+18,8 С°». Середньорічна кількість опадів 645 мм, період із температурою понад « + 10 С°» становить 159 днів.

## Рослинність та флора
По геоботанічному районуванню — це Східно-європейська геоботанічна провінція.
Основними літніми домінантами трав'яного ярусу є пирій середній, кропива дводомна, підмаренник чіпкий, яглиця звичайна, зеленчук жовтий, зірочник ланцетоподібний. Найпоширеніші водно-болотні види — осока волосиста, очерет звичайний, трапляються угруповання спіродели багатокореневої і ряски малої, куширу темно-зеленого, елодеї канадської, водяного різака алоеподібного, жабурника звичайного, водопериці кільчастої. Зростають півники болотяні, шавлія звичайна, аїр звичайний та багато інших. Більшість видів рослин занесені до Червоної книги.
Чагарниковий ярус розвинений слабо. Поширеними видами в ньому є шипшина, бруслина європейська, та бородавчаста, бузина чорна, рідше трапляються ліщина, свидина криваво-червона.
Деревно-чагарникова рослинність представлена по схилах водних об'єктів та безпосередньо біля води. Чагарникові зарості утворюють терен, лох вузьколистий, свидина криваво-червона, глід кривочашечковий, жостір проносний. Такий видовий склад значно підвищує ємність середовища для тваринного світу.

## Тваринний світ
За зоогеографічним районуванням територія заказника належить до Українського лісостепового округу Дністровсько-Дніпровської лісостепової фізико-географічної провінції з відповідним рослинним та тваринним світом.
У заказнику та прилеглих водоймах трапляються видра річкова, норка, а також водоплавні птахи. З осілих і перелітних птахів найбільш поширені грак, ворона сіра, галка, сорока, шпак, синиці, дрозди, совоподібні, дятли, соловейко.
Трапляються комахи занесені до Червоної книги України: подалірій, махаон, бджола-тесляр фіолетова.
Велику цінність має водна фауна, зокрема іхтіофауна водного дзеркала. Тут зустрічаються такі звичайні риби як карась, окунь, щука, види товстолобів, сом, лящ, судак, білий амур.
Це місце гніздування багатьох видів птахів: кулики, крижень, лиска, курочка водяна, рибалочка блакитний, лунь болотяний, яструб малий, бугай, чепура велика та чапля сіра, лелека білий, лебідь-шипун та гуска сіра. Під час прольоту на прилеглих до об'єкту водоймах зупиняються великі маси перелітних птахів: велика і мала білі чаплі, черні, кулики. Охороняти мігруючих птахів Україна зобов'язалася приєднавшись до Боннської конвенції. У гніздовий період відмічено багато видів птахів, серед яких внесено до ЧКУ: лелека чорний, балабан, лежень, кулик-сорока, пугач, сорокопуд сірий.
Наявність великого водного об'єкту підтримує існування тут рідкісного червоно-книжного хижака — видри. Звичайною є ондатра. Територія об'єкту сприятлива для взяття всіх цих тварин під охорону.

## Охоронне значення
Територія об'єкту має високе міжнародне значення, в першу чергу, як шлях міграції великих мас перелітних птахів. Охороняти мігруючі види птахів Україна зобов'язалася, прийнявши «закон України про приєднання до Боннської конвенції» 19.03.99 р. Зобов'язання з охорони водно—болотяних угідь (до числа яких належить і вказана територія), Україна взяла на себе, приєднавшись до Рамсарської конвенції (Постанова Верховної Ради від 29.10.96 р.). Додатково зазначимо, що на разі в умовах майже тотальної трансформації водно—болотних екосистем Вінниччини необхідним є збереження усіх площ не нетрансформованих екосистем, що збереглися, адже за останні 50 років в області зникло десятки видів рослин та тварин. Кожен рік зростає кількість видів, що потребують спеціальної охорони в області.
Департаментом екології та природних ресурсів Вінницької ОДА за ініціативи активістів Переможнянської сільської ради ведеться робота з розширення площі заказника.